# Opričnina
L'Opričnina (russo: опричнина) è la parte di territorio russo governata direttamente dallo zar tra il 1565 e il 1572, durante il regno di Ivan IV di Russia. La parola deriva dall'antico russo "опричь" (oprič'), e significa "a parte", "a eccezione". Nei tempi moderni è diventato sinonimo di potere assoluto e senza limiti.

## Contesto storico
Il 3 dicembre 1564 Ivan IV fuggì con la propria famiglia, e con tutti i suoi servi, dal palazzo imperiale di Mosca, per andare a stabilirsi nel villaggio di Aleksandrov, portandosi con sé le sue insegne imperiali, e il tesoro di corte. Il 3 gennaio 1565 inviò al Metropolita di Mosca, Atanasio, una lettera nella quale accusava i boiardi per lo stato di disgregazione in cui si trovava il paese e per i crimini da loro commessi, manifestando altresì l'intenzione di abdicare. Ivan IV ordinò tuttavia a dei suoi fedeli rimasti a Mosca di leggere due suoi proclami tra le strade della capitale dei quali uno accusava i boiardi di maltrattamento verso il popolo, annunciando inoltre che avrebbe abdicato, mentre nel secondo smentiva la sua abdicazione, e diceva che questa era stata precedentemente usata solo come minaccia, non avendo mai avuto intenzione di compiere tale passo.
Temendo l'inizio di una guerra di successione, una delegazione, composta dal metropolita, dai boiardi (che temevano di essere accusati di tradimento) e dai mercanti (delegazione appoggiata dal popolo, che rivoleva il proprio zar), si recò ad Aleksandrov per domandare ad Ivan IV di desistere dalle proprie intenzioni e di tornare di nuovo a Mosca come zar. Ivan IV pose una sola condizione, la cui accettazione lo avrebbe reso illimitatamente potente. Il clero avrebbe dovuto infatti rinunciare al suo diritto di intercessione nei confronti dei ceti più deboli e i boiardi avrebbero dovuto rinunciare alle garanzie di una giustizia equa. La delegazione fu costretta ad accettare le condizioni. Al suo ritorno a Mosca lo zar parve cambiato, le cronache (molte delle quali provengono tuttavia dal partito a lui avverso) riportano che i suoi occhi si erano infossati, profonde rughe erano comparse sul suo viso e il suo fisico era deperito.

### L'instaurazione dell'Opričnina
Il medesimo mese, un ukaz dello zar divise il territorio della Moscovia in due parti: la zemščina, la quale conservava la passata amministrazione zarista, e l'Opričnina sulla quale Ivan deteneva un potere illimitato. Quest'ultima corrispondeva a più di un terzo dell'intero regno e comprendeva i migliori terreni coltivabili, parti delle città più grandi e della stessa Mosca. Nella medesima occasione creò la milizia degli opričniki, una truppa scelta che aveva il dovere di obbedire fedelmente lo zar. Questi uomini, cui il popolo ben presto affibbierà il soprannome di Truppa di Satana (per il terrore che diffondevano tra i boiardi), circolavano vestiti completamente di nero e avevano come segni distintivi una scopa e la testa di un cane, le cui effigi portavano sulle selle dei loro cavalli, anche questi soprannominati Neri dell'Inferno. Il più famoso tra i comandanti di queste bande fu Maljuta Skuratov, spietato esecutore degli ordini dello zar e suo uomo di fiducia.
Mentre ciò accadeva, le condizioni della sanità mentale dello zar peggioravano: testimonianza di ciò ci è fornita dalle cronache del tempo, per lo più provenienti da autori contrari alle politiche zariste, che ci raccontano di come l'Imperatore si alzasse all'alba per pregare quattro ore di fila insieme a tutta la sua corte. Chi fosse assente o chi fosse sorpreso a non pregare con fervore poteva essere ucciso o incarcerato. Dopo tali funzioni, a cui spesso si accompagnavano esecuzioni capitali, lo zar e la sua corte si davano alla vita mondana, facendo banchetti, visitando infine i sotterranei, dove c'erano le camere di tortura.
L'istituto dell'Opričnina perdurò dal 1565 al 1572, sette anni durante i quali Ivan si sforzò con tutte le sue forze di annientare i suoi avversari e di mutare il sistema di governo russo tramutandolo in un'autocrazia assoluta.
I boiardi, duramente perseguitati e privati delle loro terre cercarono prima, tramite la decisione dello Zemskij sobor del 1566, di dissuadere il sovrano, quindi giunsero a chiedere l'intervento militare della Lituania. Ivan, riuscito ad intercettare il loro messo, fece imprigionare i sediziosi e li condannò a morte. Il Metropolita Filippo, che aveva cercato di intercedere presso lo zar per i nobili tenuti prigionieri, fu ucciso e tale fine fecero anche due cugini di Ivan, Vladimir di Starica e il figlio, costretti dallo stesso ad avvelenarsi perché sospettati di complottare per detronizzarlo.
Ivan IV ordinò l'uccisione di molti nobili e contadini e introduce la coscrizione obbligatoria per rinsaldare l'esercito che stava combattendo la Guerra di Livonia. Spopolamento e carestie si susseguono. Quelle che erano state le più ricche zone della Moscovia diventano le più povere.
Nel 1570 lo zar, avendo saputo che i capi boiardi della rivolta erano alcuni nobili di Novgorod, inviò i suoi opričniki con l'ordine di saccheggiare la città, e di uccidere tutti i suoi abitanti, e così fu fatto, poi Ivan IV si fece fare una lista di tutti i morti, che presentò nei monasteri russi, chiedendo ai loro egumeni di celebrare delle messe di suffragio. Fonti di parte riferiscono che la cifra dei morti oscillerebbe tra le trentamila e le quarantamila unità anche se, a livello ufficiale, si contano 1500 caduti tra i nobili e lo stesso numero tra la gente comune. Sulla strada di ritorno verso Mosca attaccarono e devastarono i possedimenti dei boiardi che incontrarono sul loro cammino, massacrando ogni nobile. Lo stesso anno, credendo che due dei capi delle sue truppe scelte, Aleksej Basmanov e Afanasij Vjazemskij, avessero ordito una congiura nei suoi confronti, Ivan li fece arrestare e condannare a morte.

### La fine dell'Opričnina
Ivan IV iniziò a dubitare dell'utilità dell'Opričnina dopo l'esecuzione dei due comandanti. Solo allora comprese che i membri della sua truppa scelta avrebbero potuto tradirlo con facilità se solo si fosse presentata loro l'occasione, rappresentando in tal modo un grave pericolo per la sua stessa vita. Era infatti giunto a credere che la morte della sua terza moglie, Marfa Sobakina, quindici giorni dopo il loro matrimonio, fosse stata causata dagli Opričniki stessi tramite veleno. Inoltre la truppa in quel periodo contava 6.000 uomini, la cui "fame" di bottino spingeva a razziare la zemščina di propria spontanea iniziativa, senza aver prima ottenuto alcuna autorizzazione da parte del sovrano.
Nella primavera del 1571 i Tartari della Crimea invasero la Moscovia ed arrivarono fino alle porte di Mosca, distruggendo una parte della città. Durante tale avanzata gli strelizzi non fecero nulla per contrapporsi agli invasori, probabilmente corrotti dal Khan tartaro.
Tutte queste circostanze costrinsero Ivan IV a tornare sui propri passi: nel luglio 1572 una nuova ukaz abolì l'istituto dell'Opričnina e sciolse le truppe degli Opričniki. I fondi dell'Opričnina furono quindi fusi con i terreni della zemščina e fu consentito ai precedenti proprietari di ritornare nei possedimenti abbandonati sette anni addietro. Leggenda vuole che, al momento della sua abolizione, lo zar avesse minacciato fortissime pene a chiunque avesse fatto menzione di questo istituto come di una cosa realmente esistita.

## Conseguenze
Gli storici russi ritengono che il periodo di "terrore" dell'Opričnina abbia causato la morte violenta di almeno 10.000 uomini, causando inoltre un notevole numero di carestie e esodi di massa di contadini. Il commercio subì un duro colpo e ci sarebbero voluti diversi anni prima che questa traumatica esperienza si cicatrizzasse nel tessuto sociale dalla Moscovia.
Si pensa che Pietro il Grande e Iosif Stalin abbiano utilizzato il modello dell'Opričnina nel realizzare le proprie purghe.